# Vakulenciuk
Vakulenciuk (în ucraineană Вакуленчук) este o așezare de tip urban din raionul Ciudniv, regiunea Jîtomîr, Ucraina. În afara localității principale, nu cuprinde și alte sate.

## Demografie
Componența lingvistică a așezării de tip urban Vakulenciuk
     Ucraineană (92,75%)
     Rusă (6,98%)
     Alte limbi (0,19%)
Conform recensământului din 2001, majoritatea populației așezării de tip urban Vakulenciuk era vorbitoare de ucraineană (92,75%), existând în minoritate și vorbitori de rusă (6,98%).